# Печать Мухаммеда
Печа́ть Муха́ммеда (араб. ختم الرسول‎) — одна из реликвий Мухаммеда, хранящихся во дворце Топкапы, который принадлежал османским султанам, как часть коллекции реликвий. Считается, что это копия печати, использованной Мухаммедом на нескольких письмах, посланных иностранным сановникам.

## История и описание
Жан-Батист Тавернье в 1675 году сообщал, что печать хранилась в маленькой шкатулке из эбенового дерева в нише, вырезанной в стене у подножия дивана в комнате реликвий в Топкапи. Сама печать заключена в кристалл примерно 7,5 × 10 см с обрамлением из слоновой кости. Она использовалась ещё в XVII веке, чтобы скреплять документы.

Печать исламского пророка Мухаммеда с надписью محمد رسول الله (Мухаммад расуль Аллах), что в переводе с арабского означает «Мухаммед — посланник Бога»

Печать, наравне с Шахадой, чаще всего используется для обозначения мученической смерти за веру и самого Аллаха.
Печать представляет собой прямоугольный кусок красного агата длиной около 1 см с надписью «الله / محمد رسول» (то есть Аллах (Бог) в первой строке и Мухаммад расул «Мухаммад, посланник» во второй). Согласно мусульманской историографической традиции, первоначальная печать Мухаммеда была унаследована Абу Бакром, Умаром и Усманом, но Усман потерял её в колодце в Медине. Считается, что Усман сделал копию печати, и эта печать якобы была найдена при взятии Багдада (1534) и доставлена в Стамбул.
По словам Джорджа Фредерика Кунца, когда Мухаммед собирался отправить письмо императору Ираклию, ему сказали, что ему нужна печать, чтобы подтвердить, что оно исходит от него. У Мухаммеда была серебряная печать со словами «Мухаммад расул Аллах» или «Мухаммад — посланник Бога». Эти три слова были написаны в трёх строках на кольце, и Мухаммед приказал не делать дубликатов. После его смерти кольцо перешло к Усману, который случайно уронил кольцо в колодец Ариса. Колодец был так глубок, что дна так и не достигли, а кольцо так и осталось утерянным. Тогда была сделана копия, но потерю изначального кольца сочли признаком грядущего несчастья.
Сэр Ричард Фрэнсис Бёртон писал, что, по «традиции Пророка», сердолик считался лучшим камнем для перстня с печаткой, и эта традиция дожила как минимум до 1868 года. Сердолик также считался «стражем от бедности».
Другой вариант печати Мухаммеда имеет форму круга и основан на рукописных копиях писем Мухаммеда, сделанных в османскую эпоху. Однако подлинность этих писем и печати сомнительна и стала оспариваться почти сразу же после их обнаружения, хотя исследований по этому поводу мало. Некоторые ученые, такие как Нёльдеке (1909), считали сохранившуюся до наших дней копию подделкой, а Орнберг (2007) считает, что весь рассказ о письме Мухаммеда к Мукаукису «лишён какой-либо исторической ценности». По его мнению, палеографические данные выдают в печати подделку: стиль надписи на ней анахроничен и намекает на османское происхождение.
Помимо кольца-печатки, Мухаммед, возможно, использовал и другие способы удостоверить подлинность своих документов. Так, он подписал фирман, дающий защиту и привилегии монастырю Святой Екатерины в Египте, окрасив руку чернилами и приложив её к бумаге.

## В настоящее время
Печать Мухаммеда присутствует на флаге террористической организации «Исламское государство».